# Patagonotothen wiltoni
Patagonotothen wiltoni är en fiskart som först beskrevs av Regan, 1913.  Patagonotothen wiltoni ingår i släktet Patagonotothen och familjen Nototheniidae. Inga underarter finns listade i Catalogue of Life.